# Caenohalictus pygosinuatum
Caenohalictus pygosinuatum är en biart som beskrevs av Rojas och Toro 2000. Caenohalictus pygosinuatum ingår i släktet Caenohalictus och familjen vägbin. Inga underarter finns listade.